# 王所諮
王所諮（？年—？年），号夢求，山东青州府安丘县人。明末政治人物。

## 生平
天啓七年（1627年）丁卯科山东乡试舉人，崇祯七年（1634年）甲戌科进士，刑部观政後，有人劝告他接受官职，他认为此时天下大乱，作官不能有所作为，于是以奉养双亲请假归乡，饮酒著書，終身不仕。

## 家族
曾祖王玉，以子嘉靖戊戌進士王大平赠户部主事；祖王大熙，增生；父王克肖，儒官。